# Носенко Валентина Василівна
Носенко Валентина Василівна (21 січня 1957, с. Волошнівка Роменського району Сумської області) — українська художниця та освітянка. Майстриня Петриківського розпису.

## Біографія
Народилась в селі Волошнівка Роменського району Сумської області 1957 року. 
1974 року закінчила місцеву школу, вступила до Роменського сільськогосподарського технікуму на  економічне відділення. Закінчила навчання 1976 року. Закінчила філологічний факультет Сумського  педінституту. Останні 32 роки працює в школі: спочатку вожатою, а потім учителькою української мови та літератури, і всі 32 роки учителькою образотворчого мистецтва. Очолювала методичне об’єднання учителів образотворчого мистецтва району. Працює в техніці петриківського розпису. Теми її творчості: стилізований квітковий розмай, мальовнича українська природа.

## Творчість
Учасниця виставок декоративно-прикладного мистецтва в с. Шаповалівці Конотопського району, с. Пустовійтівці Роменського району та інших. Перебуває в постійних контактах з живописцями в Україні, вивчає їх творчий спадок. Співпрацює з краєзнавцями та людьми, небайдужими до історичного минулого свого села, зокрема, історії храмових споруд с. Волошнівка. Відтворила  на полотні за старою єдиною уцілілою фотографією зруйновану 1938 року церкву. У своїй колекції Носенко має роботи, виконані олією, аквареллю, пастеллю. Валентина Василівна навчалась у майстрів петриківського розпису Володимира Глущенка, Зої Кошової, Вікторії Говорухи, Олени Бабкевич. Мистецтвознавиця, заслужений працівник культури України, лауреатка премії ім. Платона Білецького Валентина Єфремова зазначає:
```
"Дивні птахи, соняшники, грона винограду, березові гаї та діброви, стрічки прозорих річок — головні герої В. Носенко. Створила художниця і цілу низку зразків, окремих фрагментів, які вона називає своєю наукою. Головне, що все зображене сповнене життєдайною енергетикою та любов’ю.  Художниця поділилася з присутніми секретами Петриківського розпису, показала, як змішувати і накладати фарби, яку палітру вибирати для того чи іншого творчого задуму. Вирізняє твори В. Носенко світла палітра, дивний ліричний настрій та краса. Її природний творчий дар розкривається в гармонійних кольорах та могутньому позитиву, яким сповнені її вироби. А це хлібні дошки, скриньки, гребінці, сувенірні картинки тощо.
```

## Родина
Одружена, має доньку і сина, чотирьох онуків. Син, Олександр Володимирович Носенко, кандидат філософських наук, викладач Національної академії внутрішніх справ. Племінник, Горбик Олександр, художник.